# خاویر آکونا
خاویر آکونا (انگلیسی: Javier Acuña؛ زادهٔ ۲۳ ژوئن ۱۹۸۸) بازیکن فوتبال اهل پاراگوئه است.
وی همچنین در تیم ملی فوتبال زیر ۲۰ سال پاراگوئه بازی کرده‌است که در پست مهاجم (فوتبال) برای باشگاه فوتبال هرکولس بازی می‌کند.